# 8084 Dallas
8084 Dallas (1989 CL1) là một tiểu hành tinh vành đai chính được phát hiện ngày 6 tháng 2 năm 1989 bởi M. Koishikawa ở trạm Ayashi thuộc đài thiên văn Sendai.